# باشگاه فوتبال پخته‌کار تاشکند
باشگاه فوتبال پَخته‌کار (به ازبکی: Paxtakor futbol klubi)(تلفظ با دبیره فارسی: پَختَه‌کار فوتبال کلوبی) یک باشگاه فوتبال در شهر تاشکند در کشور ازبکستان می‌باشد. 
این باشگاه در سال ۱۹۵۶ تأسیس شده‌است و در لیگ فوتبال ازبکستان بازی می‌کند. این باشگاه پرافتخارترین باشگاه در ازبکستان  و یکی از اصلی‌ترین مهره‌های ازبکستان برای مسابقات آسیایی بوده  و در لیگ اصلی این کشور نیز همیشه از اصلی‌ترین مدعیان قهرمانی محسوب شده‌است.

## نام
پخته‌کار  شهرستانی در ولایت جیزک ازبکستان می‌باشد. پخته یک کلمه فارسی به معنای پنبه است و در فارسی تاجیکی همچنان رواج دارد. کار نیز از فعل کاشتن است و پخته‌کار به معنی پنبه‌کار است.
تلفظ نادرست «پاختاکور» به دلیل عدم توجه به اصل واژه و قواعد نوشتاری ازبکی توسط رسانه‌های ایرانی و به تقلید از خواندن نادرست املای لاتین ازبکی این نام به سبک انگلیسی در رسانه‌های فارسی‌زبان شیوع یافته است.

## شهرآورد ازبکستان
جدال پاختاکور با باشگاه نفتچی فرغانه یک جدال سنتی در ازبکستان است که با نام ال کلاسیکوی ازبکستان از آن یاد می‌شود.
البته در سالیان اخیر با ظهور تیم بنیادکار شهرآورد تاشکند بین این دو بسیار حساس شده‌است و معمولاً این دو بر سر قهرمانی با هم رقابت می‌کنند.

## لیگ قهرمانان آسیا
تیم فوتبال پاختاکور تا به حال ۱۴ بار در لیگ قهرمانان آسیا حاضر بوده است و سابقه دو بار حضور در مرحله نیمه‌نهایی این مسابقات (سال‌های ۲۰۰۳ و ۲۰۰۴) را در کارنامه دارد.

## تصادف هوایی
در ۱۱ آگوست ۱۹۷۹، در تصادف هوایی‌ای که میان دو توپولف تو-۱۳۴ در آسمان اوکراین شوروی روی داد، تمام ۱۷۸ مسافر دو هواپیما جان خود را از دست دادند. در این حادثه، دو هواپیما به علت اشتباهات انسانیِ برج مراقبت در اعلام ارتفاع مناسب، بر فراز شهر دنیپردزرژینسک با یکدیگر تصادف کردند. در میان کشته‌شدگان، نام اعضای تیم فوتبال پخته‌کار، از تیم‌های سطح اول لیگ فوتبال شوروی به چشم می‌خورد که در مجموع، ۱۷ بازیکن (از جمله ولادیمیر فیودوروف) و مربی این تیم نیز در این تصادف هوایی، جان خود را از دست دادند.

## افتخارات
داخلی
- ازبک لیگ:

قهرمانی(۱۵)۱۹۹۸، ۲۰۰۲، ۲۰۰۳، ۲۰۰۴، ۲۰۰۵، ۲۰۰۶، ۲۰۰۷، ۲۰۱۲، ۲۰۱۴، ۲۰۱۵، ۲۰۱۹، ۲۰۲۰، ۲۰۲۱، ۲۰۲۲، ۲۰۲۳
- ازبک کاپ:

قهرمان (۱۳): ۱۹۹۳, ۱۹۹۷, ۲۰۰۱, ۲۰۰۲, ۲۰۰۳, ۲۰۰۴, ۲۰۰۵, ۲۰۰۶, ۲۰۰۷, ۲۰۰۹, ۲۰۱۱, ۲۰۱۹
نایب قهرمان (۲): ۱۹۹۶, ۲۰۰۸
بین المللی
- لیگ قهرمانان آسیا:

نیمه نهایی (۲): ۰۳-۲۰۰۲, ۲۰۰۴

## بازیکنان برجسته ازبک
- سرور جپاروف
- ایگور کریمتس
- جلال‌الدین ماشاریپوف
- آستان ارونوف

## بازیکنان برجسته‌ خارجی
- دراگان چران